# Kirin Cup 2009
De Kirin Cup 2009 was de 30e editie van de Kirin Cup. De wedstrijden werden gespeeld op 27, 29 en 31 mei in Japan. De winnaar van dit vriendschappelijke voetbaltoernooi kreeg 100.000 dollar (78.600 euro), de nummer twee de helft en de nummer drie 10.000 dollar. De organisator van dit drielandentoernooi was de Kirin Corporation.

## Eindstand
| Team   | Ptn | Wed | W | G | V | DV | DT | DS |
| ------ | --- | --- | - | - | - | -- | -- | -- |
| Japan  | 6   | 2   | 2 | 0 | 0 | 8  | 0  | +8 |
| België | 1   | 2   | 0 | 1 | 1 | 1  | 5  | –4 |
| Chili  | 1   | 2   | 0 | 1 | 1 | 1  | 5  | –4 |

### Uitslagen
|                                              |                                                         |       |       |                                                                                  |
| 27 mei 2009 «onderlinge duels» 19:35 (UTC+9) | Japan                                                   | 4 – 0 | Chili | Nagai Stadium, Osaka Toeschouwers: 43.531 Scheidsrechter: Anders Hermansen (DEN) |
| 27 mei 2009 «onderlinge duels» 19:35 (UTC+9) | Shinji Okazaki 20' 24' Yuki Abe 53' Keisuke Honda 90+2' |       |       | Nagai Stadium, Osaka Toeschouwers: 43.531 Scheidsrechter: Anders Hermansen (DEN) |

|                                              |                     |       |                |                                                                                  |
| 29 mei 2009 «onderlinge duels» 19:00 (UTC+9) | België              | 1 – 1 | Chili          | Fukuda Denshi Arena, Chiba Toeschouwers: 6.050 Scheidsrechter: Minoru Tojo (JPN) |
| 29 mei 2009 «onderlinge duels» 19:00 (UTC+9) | Kevin Roelandts 16' |       | 23' Gary Medel | Fukuda Denshi Arena, Chiba Toeschouwers: 6.050 Scheidsrechter: Minoru Tojo (JPN) |

|                                              |                                                                        |       |        |                                                                               |
| 31 mei 2009 «onderlinge duels» 19:20 (UTC+9) | Japan                                                                  | 4 – 0 | België | National Stadium, Tokio Toeschouwers: 42.520 Scheidsrechter: Rob Styles (ENG) |
| 31 mei 2009 «onderlinge duels» 19:20 (UTC+9) | Yuto Nagatomo 21' Kengo Nakamura 23' Shinji Okazaki 60' Kisho Yano 77' |       |        | National Stadium, Tokio Toeschouwers: 42.520 Scheidsrechter: Rob Styles (ENG) |

| Winnaar Kirin Cup 2009 |
| ---------------------- |
|                        |
| Japan 11e titel        |

## Belgische selectie
Hieronder volgt een overzicht van spelers de selectie Rode Duivels die naar Japan vertrokken.

Frank Vercauteren is in Japan de Belgische Bondscoach die het toernooi afwerkte met de hieronder genoemde ploeg.

De spelers staan gerangschikt per positie en het aantal caps.

Bij de kolommen clubs, caps en doelpunten is rekening gehouden met de Kirin Cup.
| Po. | Naam                 | Club                     | Land               | Caps° | Goals° |
| G   | Stijn Stijnen        | Club Brugge              | Vlag van België    | 29    | 0      |
| G   | Brian Vandenbussche  | SC Heerenveen            | Vlag van Nederland | 3     | 0      |
| G   | Olivier Renard       | KV Mechelen              | Vlag van België    | 0     | 0      |
| D   | Timmy Simons         | PSV Eindhoven            | Vlag van Nederland | 71    | 3      |
| D   | Thomas Vermaelen     | Ajax Amsterdam           | Vlag van Nederland | 21    | 0      |
| D   | Gill Swerts          | AZ Alkmaar               | Vlag van Nederland | 13    | 1      |
| D   | Filip Daems          | Borussia Mönchengladbach | Vlag van Duitsland | 8     | 0      |
| D   | Sébastien Pocognoli  | AZ Alkmaar               | Vlag van Nederland | 4     | 0      |
| D   | Toby Alderweireld    | AFC Ajax                 | Vlag van Nederland | 2     | 0      |
| D   | Ritchie De Laet      | Manchester United        | Vlag van Engeland  | 2     | 0      |
| M   | Maarten Martens      | AZ Alkmaar               | Vlag van Nederland | 7     | 0      |
| M   | Faris Haroun         | Germinal Beerschot       | Vlag van België    | 6     | 0      |
| M   | Kevin Roelandts      | Zulte Waregem            | Vlag van België    | 2     | 1      |
| M   | Ritchie Kitoko       | Albacete Balompié        | Vlag van Spanje    | 0     | 0      |
| M   | Geoffrey Mujangi Bia | Sporting Charleroi       | Vlag van België    | 2     | 0      |
| M   | Radja Nainggolan     | Piacenza Calcio          | Vlag van Italië    | 1     | 0      |
| M   | Joachim Mununga      | KV Mechelen              | Vlag van België    | 0     | 0      |
| A   | Mousa Dembélé        | AZ Alkmaar               | Vlag van Nederland | 21    | 5      |
| A   | Stein Huysegems      | RC Genk                  | Vlag van België    | 14    | 0      |
| A   | Jelle Vossen         | RC Genk                  | Vlag van België    | 2     | 0      |